# Amisha Carter
Amisha Carter (ur. 21 czerwca 1982) – amerykańska koszykarka występująca na pozycji silnej skrzydłowej. 
W latach 2013–2015 była zawodniczką Artego Bydgoszcz.
W sezonie 2015/16 została wybrana do najlepszej piątki sezonu Basket Ligi Kobiet oraz najbardziej wartościową zawodniczką.

## Osiągnięcia
Na podstawie, o ile nie zaznaczono inaczej.
NJCAA
- Zaliczona do:
  - I składu:
    - turnieju NJCAA (2001)
    - V regionu NJCAA (2002)

  - składu honorable mention:
    - NJCAA All-American (2002)
    - All-Luizjana (2003)

NCAA
- Zawodniczka roku konferencji WAC (2004)
- Zaliczona do:
  - I składu:
    - WAC (2004)
    - defensywnego WAC (2004)

  - składu honorable mention All-American (2004 przez Associated Press)

Drużynowe
- Mistrzyni Słowacji (2006)
- Wicemistrzyni Polski (2011, 2015, 2016)
- Brązowa medalistka mistrzostw Polski (2014)
- Finalistka pucharu Polski (2010)

Indywidualne
(* – nagrody przyznane przez portal eurobasket.com)
- MVP PLKK (2016)
- Najlepsza*:
  - środkowa ligi polskiej (2016)
  - skrzydłowa ligi:
    - francuskiej (2012)
    - polskiej (2015)

  - zawodniczka zagraniczna ligi:
    - francuskiej (2012)
    - polskiej (2010)
- Zaliczona do:
  - I składu:
    - PLKK (2010*, 2011*, 2015*, 2016)[2]
    - ligi*:
      - słowackiej (2006)
      - francuskiej (2012)

    - zawodniczek zagranicznych ligi*:
      - francuskiej (2012)
      - polskiej (2009–2011, 2015, 2016)

  - II składu ligi polskiej (2009)*
  - III składu Eurocup (2013)*
  - składu honorable mention ligi*:
    - polskiej (2014)
    - hiszpańskiej (2017)
- Uczestniczka meczu gwiazd PLKK (2010, 2011, 2015)
- Liderka w zbiórkach:
  - PLKK (2010 – całego sezonu, włącznie z play-off, 2015 – sezonu regularnego)
  - hiszpańskiej ligi LFB (2005)